# Relações entre Quirguistão e Turcomenistão
As Relações Quirguiz-Turcomenas foram estabelecidas em 9 de outubro de 1992.

## Relações diplomáticas
O Quirguistão tem embaixada em Asgabate e o Turquemenistão tem embaixada em Bisqueque. Além disso, os presidentes dos países mencionados têm visitas habituais entre si em relação ao fortalecimento das conexões bilaterais entre o Quirguistão e o Turquemenistão. Uma dessas visitas aconteceu em 23 de agosto de 2018. O presidente quirguiz visitou o Turquemenistão em novembro de 2014 e o presidente turcomano visitou Bisqueque em agosto de 2015.

## Relações econômicas
Em 2016, o volume de negócios entre o Quirguistão e o Turquemenistão foi de cerca de US$ 5,2 milhões, 23.7% a mais do que as estatísticas do ano passado. Em 2014, as transações entre elas também aumentaram 46,3% (0,2% do comércio exterior total) e houve um crescimento significativo em relação à taxa de crescimento de 2013. Nos últimos anos, as relações entre os dois países tornaram-se mais ativas tanto no nível de governos quanto de empresas. Quirguistão importa nozes, óleo vegetal, polímeros, propileno, fertilizantes, peles de ovelhas cruas e vegetais do Turquemenistão. Em 2016, o Turquemenistão exportou têxteis no valor de US$ 1,4 milhão para o Quirguistão.
Os principais produtos exportados do Quirguistão para o Turquemenistão incluíam: eletrodomésticos, produtos agrícolas e produtos plásticos.
Estima-se que duas atividades bilaterais entre quirguiz e turcomenos, incluindo 21 projetos no valor de US$ 30 milhões, de acordo com as estatísticas de 2016 no Turquemenistão.
No Quirguistão, 30 JSCs quirguiz-turcomenos foram registrados a partir desse ano 11 do total de empresas começaram a funcionar.
Em 2016, o Quirguistão exportou pela primeira vez cerca de mil toneladas de feijão para o Turquemenistão.
A sugestão do Quirguistão de abrir o voo Asgabate-Bisqueque-Urumqi-Guangzhou previa aumentar os laços econômicos futuros entre duas nações.

## Cooperação de transporte
O Quirguistão tem interesse em se juntar ao corredor de transporte internacional Irã-Omã-Turquemenistão-Uzbequistão e pode se tornar membro da zona de livre comércio.